# Ramiro Funes Mori
Ramiro José Funes Mori (ur. 5 marca 1991 w Mendozie) – argentyński piłkarz, występujący na pozycji środkowego obrońcy w argentyńskim klubie Estudiantes La Plata. W latach 2015-2019 reprezentant Argentyny. Srebrny medalista Copa América 2016. Brązowy medalista Copa América 2019.
Wychowanek River Plate. W swojej karierze występował również m.in. w takich klubach jak: Everton, Villarreal CF, Al-Nassr czy Cruz Azul. Brat bliźniak Rogelio Funesa Moriego.